# 天津增七
天鵝座29，又名BD+36 3955，HD 192640、SAO 69678、HR 7736，是天鵝座的一颗恒星，视星等为4.97，位于銀經74.45，銀緯1.17，其B1900.0坐标为赤經20h 10m 47.3s，赤緯+36° 1.17′ 59″。